# 第29条作業部会
第29条作業部会（英語: Article 29 Working Party）は、かつて存在した、データ保護およびプライバシーに関する欧州連合の独立諮問機関。各欧州連合加盟国のデータ保護当局・欧州データ保護監察機関・欧州委員会の代表から構成された。正式名称は、個人データの処理に係る個人の保護に関する作業部会（英語: Working Party on the Protection of Individuals with regard to the Processing of Personal Data）。
第29条作業部会の構成・目的は、データ保護指令（指令 95/46/EC）第29条で規定され、1996年に発足した。一般データ保護規則（GDPR、規則〈EU〉2016/679）に伴い、2018年5月25日に欧州データ保護会議（EDPB）に置き換えられた。
第29条作業部会の主な目的としては、以下が掲げられた。
- 欧州連合加盟国にデータ保護に関する専門的な助言を提供すること
- すべての欧州連合加盟国、および、ノルウェー・リヒテンシュタイン・アイスランドにおける、一貫したデータ保護指令の適用を促進すること
- データ保護の権利に影響する共同体法（第一の柱）に関する意見を欧州委員会に提出すること
- 一般大衆に、欧州共同体における個人データの処理に係る個人の保護およびプライバシーに関する助言を提供すること[3]

第29条作業部会は、任期2年で議長および副議長を選出し、任期の更新は1回のみ認められた。また、事務局長は欧州委員会から選出された。
欧州委員会は、第29条作業部会が採択した文書、総会で発表された報道資料、および、標準契約条項に関する文書など、関連する情報をウェブサイトで公開している。